# Goffredo Alessandrini
Goffredo Alessandrini (* 9. November 1904 in Kairo; † 16. Mai 1978 in Rom) war ein italienischer Filmregisseur.

## Leben
Alessandrini wurde als Sohn eines in Ägypten arbeitenden italienischen Schauspielers geboren, studierte in London und arbeitete beim Film zunächst als Assistent von Alessandro Blasetti, bevor er für einige Dokumentarfilme selbst verantwortlich zeichnete.
Einige Zeit lang arbeitete er in Hollywood an italienischen Versionen amerikanischer Filme und ging 1931 nach Italien zurück, als er die Chance auf einen ersten Spielfilm bekam. Seine Filme waren bei Publikum und Kritik gleichermaßen erfolgreich. So gewannen seine Filme Luciano Serra pilota und Abuna Messias 1938 und 1939 die Filmfestspiele von Venedig – als bester italienischer resp. als bester Film überhaupt.
Während des Zweiten Weltkrieges arbeitete Alessandrini unverdrossen weiter, ohne politisch Stellung zu beziehen, so dass er nach dem Krieg nur noch selten Gelegenheit bekam, als Regisseur zu arbeiten. Von 1953 bis 1956 war er als "Supervisor" der Regisseure an einer Handvoll Filme beteiligt; zwischen 1964 und 1967 trat er in einigen Filmen als Schauspieler auf. Zwei Filme konnte er noch in Südamerika realisieren. Alessandrini starb vergessen im Jahr 1978.

## Filmografie
- 1931: La segretaria privata
- 1934: Seconda B
- 1935: Don Bosco
- 1936: Cavalleria
- 1936: Die Liebe des Maharadscha (Una donna tra due mondi)
- 1938: Zwischen Leben und Tod (Luciano Serra pilota)
- 1939: Abuna Messias (Vendetta africana)
- 1939: La vedova
- 1940: Il ponte di vetro
- 1941: Caravaggio, il pittore maledetto
- 1842: Addio, Kira
- 1941: Nozze di sangue
- 1942: Noi vivi
- 1942: Giarabub
- 1943: Chi l'ha visto?
- 1944: Lettere al sottotenente
- 1947: Stürme der Leidenschaft (Furia)
- 1948: L'ebreo errante
- 1951: La peccatrice bianca
- 1951: Sangue sul sagrato
- 1952: Anita Garibaldi (Camicie rosse)
- 1953: La figlia del reggimento
- 1954: Opinione pubblica
- 1955: Un palco all'opera
- 1957: Der Sohn des Scheik (Los amantes del desierto)
- 1962: Rumbos malditos
- 1962: Mate cosido